# Manja Benak
Manja Benak (*  7. Februar 1989 in Miren, SFR Jugoslawien) ist eine slowenische Fußballspielerin auf der Position einer Mittelfeldspielerin.

## Leben
Benak wurde in Miren in der Region Miren-Kostanjevica geboren und besuchte in ihrer Jugend das Gimnazija Šiška. Anschließend folgte ein Mathematikstudium an der Fakulteta za matematiko in fiziko an der Universität Ljubljana.

### Verein
Benak startete ihre Karriere in der Jugend ihres Heimatvereines MND Miren-Kostanjevica. Nachdem sie sämtliche Jugendmannschaft bei Miren-Kostanjevica durchlaufen hatte, wechselte sie im Sommer 2004 zum ŽNK Senozeti. Nach einem Jahr verließ sie bereits Senozeti wieder und wechselte zum Meister ŽNK Krka. In Krka entwickelte sie sich zur Leistungsträgerin und spielte in sieben Jahren in 114 Spiele und erzielte 87 Tore, bevor sie im Sommer 2012 zum ŽNK Pomurje Beltinci wechselte. Die defensive Mittelfeldspielerin kam aufgrund anhaltender Verletzungen nur zu zehn Saisoneinsätzen, weshalb sie nach nur einer Saison nach Ungarn zu Ferencváros Budapest wechselte. Im Jahre 2015 folgte der Wechsel zu den LUV Graz Damen, bei denen sie in der ersten Saisonhälfte neun Meisterschaftsspiele in der höchsten österreichischen Frauenfußballliga absolvierte. Im Frühjahr kehrte sie bereits wieder in ihre Heimat zurück und unterschrieb beim damaligen Erstligisten ŽNK Olimpija, bei dem sie heute (Stand: April 2018) noch immer aktiv ist, jedoch mittlerweile in der Zweitklassigkeit spielt.

### Nationalmannschaft
Seit 2007 tritt Benak für die slowenische Fußballnationalmannschaft der Frauen in Erscheinung.